# Gare de Trélazé
La gare de Trélazé est une gare ferroviaire française de la ligne de Tours à Saint-Nazaire, située sur le territoire de la commune de Trélazé, dans le département de Maine-et-Loire, en région Pays de la Loire.
Mise en service en 1849 par la Compagnie du chemin de fer de Tours à Nantes et fermée à tout trafic probablement à la fin des années 1960, elle est rouverte par la Société nationale des chemins de fer français (SNCF) en 2018 quasiment au même emplacement. C'est donc une halte de la SNCF, desservie par des trains express régionaux du réseau TER Pays de la Loire.

## Situation ferroviaire
Établie à 26 mètres d'altitude, la gare de Trélazé est située au point kilométrique (PK) 336,119 de la ligne de Tours à Saint-Nazaire, entre les gares ouvertes de La Bohalle et d'Angers-Saint-Laud. Elle est séparée de cette dernière par la gare qui avait vocation de transit de marchandises de La Paperie, disparue,.

## Histoire
La gare est ouverte lors de l’ouverture de la ligne le 1er août 1849. Sa principale activité était liée au transfert de la production des ardoisières de Trélazé (fermées en 2014), en provenance des puits de l’Hermitage, des Grands Carreaux et de Monthibert, grâce à un chemin de fer industriel alors très développé vers les trains des grandes compagnies ferroviaires. Dans les années 1960, l’activité était encore présente. L'autre activité de la gare était la vente de billets pour les habitants de Trélazé.
Le bâtiment voyageurs de style néoclassique, était identique à celui de la gare de La Bohalle.
La fermeture de la gare a probablement eu lieu après la fin des années 1960[réf. nécessaire]. En 2020, il ne reste plus aucune trace de cette ancienne gare et de ses bâtiments, le site étant occupé par la végétation ou le terrain du centre logistique du groupe Système U.

### Réouverture
La réouverture de la gare est déjà évoquée en 2007, par le maire de Trélazé Marc Goua, alors que le débat pour le choix du tracé de la deuxième ligne du tramway angevin faisait rage. Mais le projet ne se concrétise pas vraiment jusqu’au 12 septembre 2013, où les élus d'Angers Loire Métropole, la communauté d'agglomération angevine, votent l’affectation d’une somme de 252 000 euros hors-taxes à RFF pour des études d’avant-projet et de projet. Fin 2013, le calendrier prévoit que les études seront menées en 2014, la concertation préalable au second trimestre 2014, pour un démarrage des travaux au second semestre 2015. La mise en service commerciale est prévue pour la fin de l’année 2016. Lors de l'annonce du déroulement de la concertation publique qui se déroulera du 19 mai au 20 juin 2014, la mise en service est annoncée cette fois pour 2017. Mais, en janvier 2017, lors de la réunion du comité de ligne, la mise en service est annoncée pour septembre 2018, les travaux ne commençant qu'un an plus tôt, confirmée par le conseil régional en juin 2017. Les travaux débutent effectivement en septembre 2017. La passerelle est mise en place en mars 2018 mais, en juin 2018, les travaux auraient pris un à deux mois de retard, la fiche horaire TER ne prévoyant pas de desserte de la gare jusqu'au moins le 14 octobre 2018. Finalement, ce n'est que le 9 décembre 2018 qu'elle est mise en service,,, desservie par un premier train pour Angers à 12h18,.
D’après le conseil régional des Pays de la Loire, la nouvelle gare comportera un parking de 100 places pour les véhicules, de 30 places pour les vélos, dont 20 sécurisées, de 4 places pour les autobus et d’un dépose-minute, et sera équipée de deux ascenseurs pour permettre un accès aux personnes à mobilité réduite. Elle possédera deux quais de 162 mètres de longueur et sera desservie par 10,, à 12 allers-retours TER Pays de la Loire par jour entre Angers et Saumur selon les sources. La fréquentation est estimée à 365 ou 400 voyageurs par jour (montées et descentes). Elle sera située à proximité immédiate du pont des Malembardières, (en l'occurrence au PK 336,119 de la ligne de Tours à Saint-Nazaire), se trouvant un peu plus à l’est que la gare disparue (cette dernière était établie au PK 336,537 de la ligne précitée), où sera construite une passerelle piétonne en plus du pont existant. Il est envisagé que les deux lignes de bus du réseau Irigo qui desservent actuellement Saint-Barthélemy-d'Anjou (ligne 4) et Trélazé (ligne 2), soient prolongées afin de faire leur terminus dans cette gare.
Le coût de cette opération est estimé à 5,3 millions d’euros (hors parking), l'enveloppe globale étant de 8,2 ou 8,3 millions d'euros estimé en 2017. Elle se répartit à parts égales par la Région des Pays de la Loire et Angers Loire métropole pour 3,7 millions d'euros chacun, ainsi que 0,4 million d'euros pour la ville de Trélazé et autant pour l'union européenne. Quatre maitres d'ouvrages se répartissent la responsabilité des travaux : SNCF Réseau pour la création des quais, des ascenseurs et de la passerelle, SNCF Gares & Connexions pour le mobilier et la signalétique ferroviaire, la ville de Trélazé pour le parking et la voirie et Angers Loire Métropole pour la signalétique des bus urbains du réseau Irigo et le box à vélos.
La création de cette nouvelle gare est justifiée par le développement de lotissements de part et d’autre de la voie ferrée et d’un centre commercial, où il est prévu, à l’horizon 2020, 10 000 habitants.

### Fréquentation
Selon les estimations de la SNCF, la fréquentation annuelle de la gare s'élève aux nombres indiqués dans le tableau ci-dessous.
| Année               | 2018  | 2019   | 2020   | 2021   | 2022   | 2023   |
| ------------------- | ----- | ------ | ------ | ------ | ------ | ------ |
| Nombre de voyageurs | 1 684 | 44 256 | 30 106 | 40 738 | 60 813 | 72 714 |

En 2022, chaque jour, 200 voyageurs montent et descendent d'un train dans cette gare.

## Service des voyageurs

### Accueil

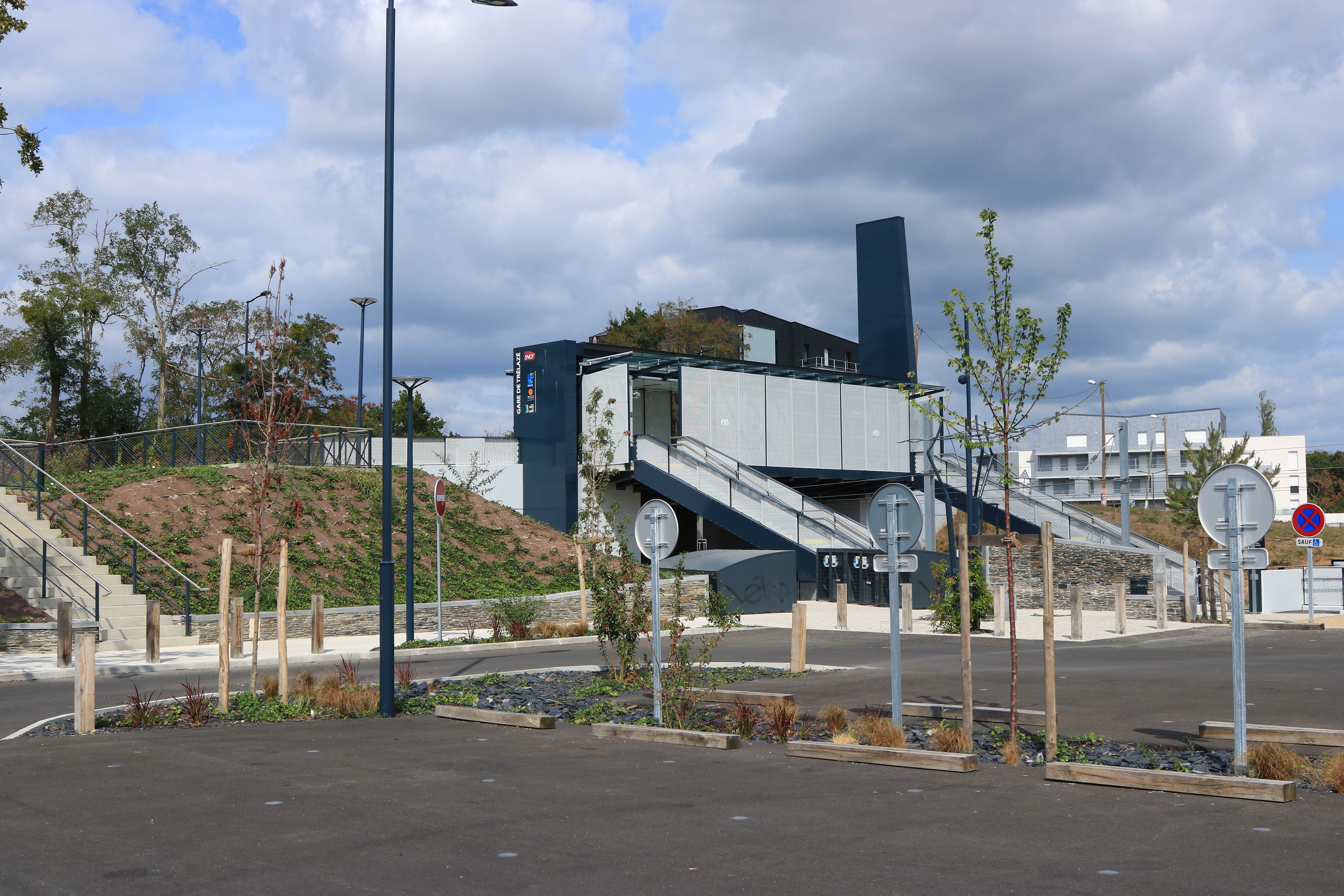
La passerelle vue du parking

Halte SNCF, c'est un point d'arrêt non géré (PANG) à entrée libre[réf. nécessaire]. Elle est équipée de deux voies desservies chacune par un quai. Le changement de quai se fait par une passerelle placée le long du pont des Malembardières, situé à l'extrémité ouest des quais accessibles par des escaliers ou des ascenseurs.

### Desserte

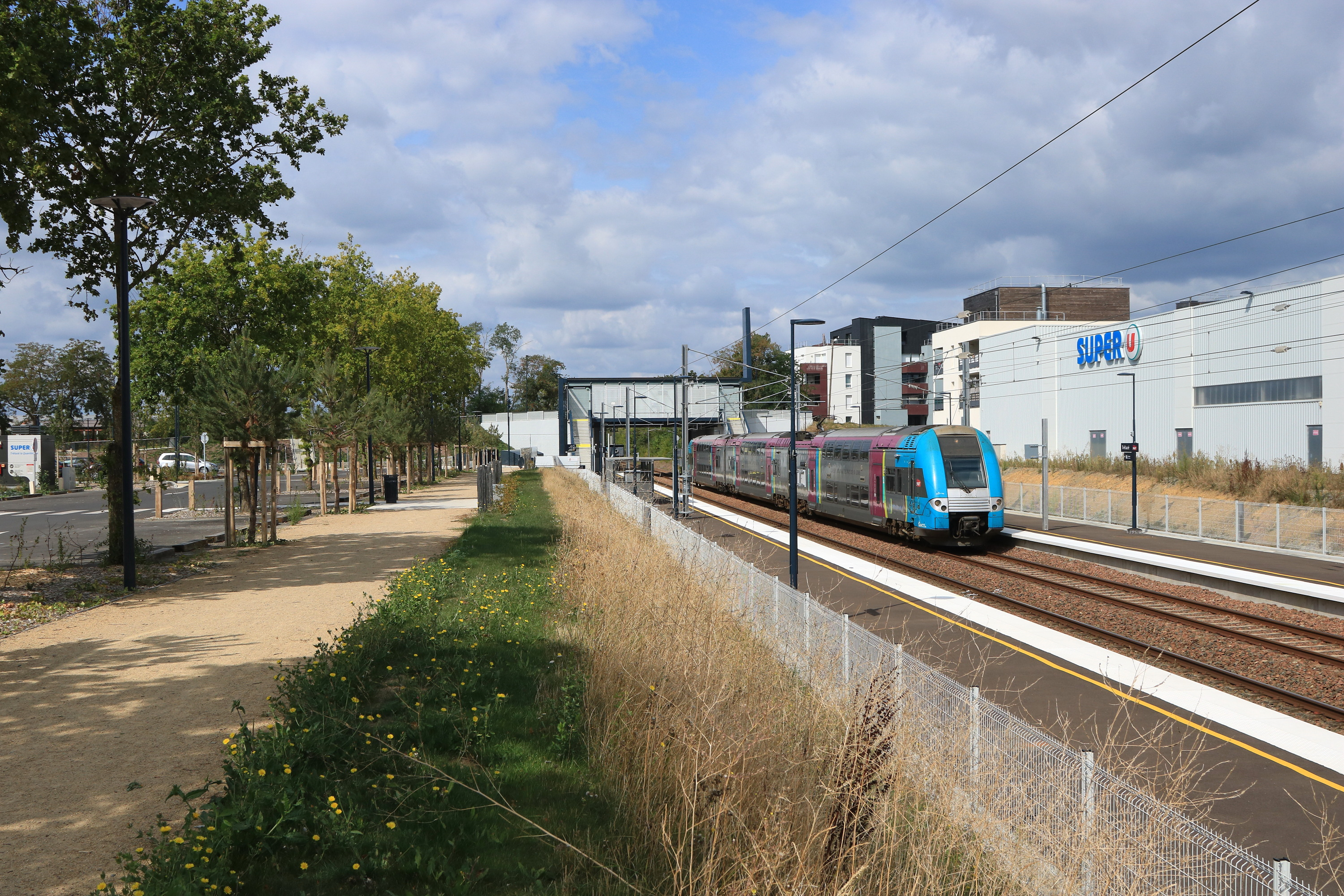
Un TER à destination de Tours entre en gare.

Trélazé est desservie par des trains TER Pays de la Loire omnibus circulant entre Angers-Saint-Laud et Saumur. Certains de ces trains sont en provenance ou à destination de Tours ou Thouars au lieu de Saumur ; en provenance de Cholet ou à destination de Nantes au lieu d'Angers-Saint-Laud.

### Intermodalité

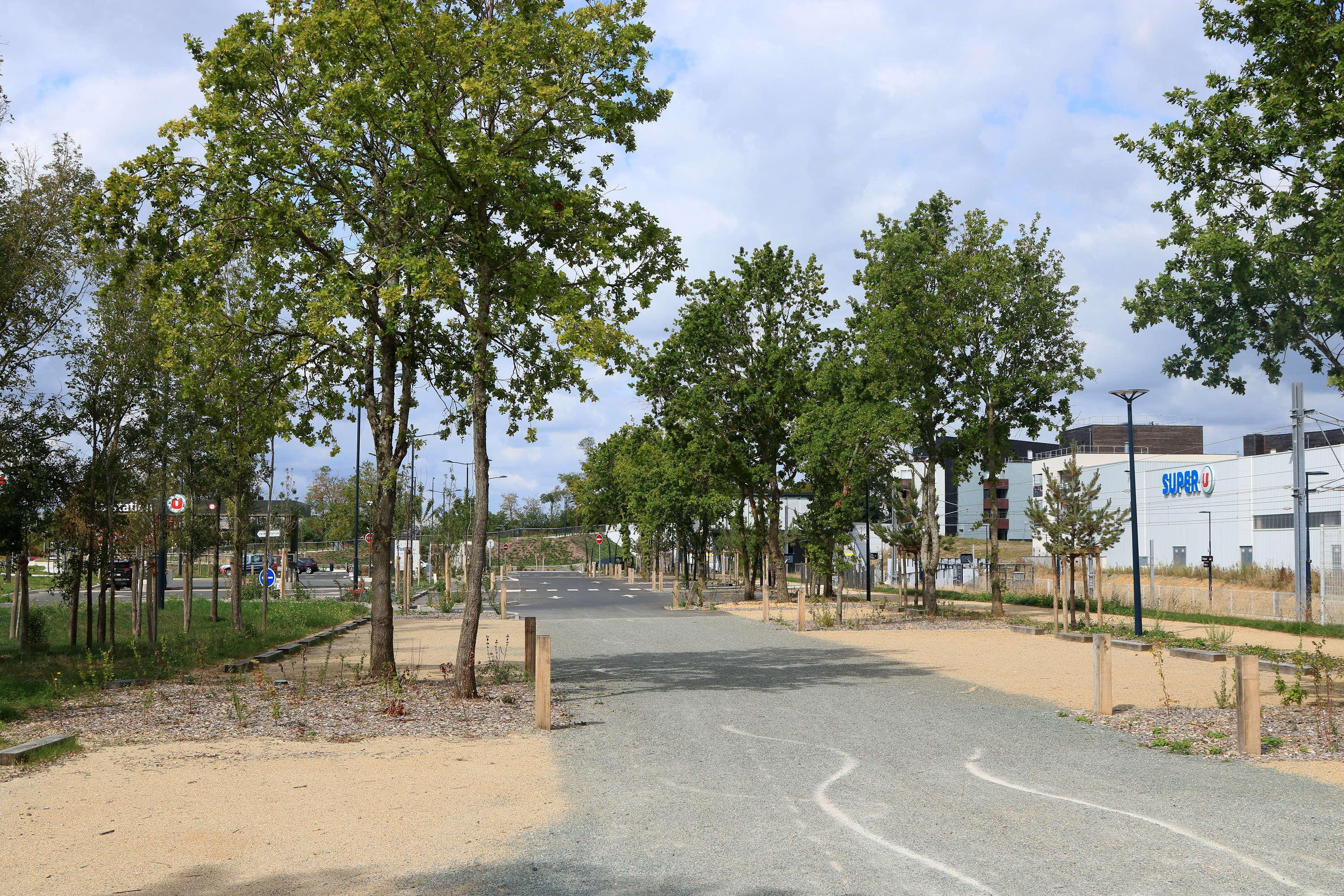
Le parking paysager, aménagé au sud de l'arrêt.

La gare de Trélazé est desservie par les lignes 1, 10 et 40 du réseau de bus de l'agglomération d'Angers, Irigo, via l'arrêt "Trélazé Gare",,. Un parc à vélo et un parking sont également aménagés à côté de la halte.